# Wiltraud Jasper
Wiltraud Jasper (* 1915 in Bochum; † 1996), mit Ehenamen Walter-Jasper, war eine deutsche Graphikerin und Illustratorin, die hauptsächlich durch ihre Holzschnitte und Buchillustrationen bekannt wurde. Der Vorname wird öfter fälschlich als Wiltraut oder Wiltrud geschrieben.

## Leben und Werk
Wiltraud Jasper wurde 1915 in Bochum geboren. Sie legte ihr Abitur in Essen ab und studierte von 1937 bis 1940 an der Folkwangschule in Essen und 1940 bis 1943 bei Walter Tiemann und Alfred Finsterer an der Akademie für Graphische Künste und Buchgewerbe in Leipzig.
Seither arbeitete sie als freie Graphikerin, seit 1946 in Stuttgart und seit 1960 in Nürnberg-Altenfurt, spätestens ab 1983 wieder in Stuttgart.

## Werke
Jasper ist vor allem durch ihre Holzschnitte bekannt geworden. Ihr Tätigkeitsfeld umfasst: Buchausstattung, Buchillustrationen, Schutzumschläge, Einbanddeckel, Glückwunschkarten, Exlibris, Zeitschriftenumschläge, Kalenderblätter, Stoffdrucke, Gestaltung landwirtschaftlicher Lehrwanderschauen und Industrieprospekte.
Zu Beginn ihrer Laufbahn wurde sie von Eberhard Hölscher (1890–1969) gefördert. Hölscher war 1948–1965 Präsident des Bundes Deutscher Gebrauchsgraphiker (BDG) und bis zu seinem Tod Herausgeber und Chefredakteur die Zeitschrift Gebrauchsgraphik. Er widmete der „kaum erst flügge gewordenen“ Künstlerin (und einer anderen Graphikerin) noch im Krieg 1942 einen Artikel in der Gebrauchsgraphik. Zehn Jahre später würdigte er sie erneut in einem Artikel und schrieb: „Sie hat, ohne viel Wesens von sich zu machen, in aller Stille zäh und unablässig weitergearbeitet und ist heute eine jener ganz wenigen deutschen Künstlerinnen, die mittels des Holzschnittes etwas wirklich Persönliches auszusagen haben.“ Für eine junge Künstlerin am Anfang ihrer Karriere stellte die Fachzeitschrift für Gebrauchsgraphik ein wichtiges Werbemedium dar.

### Buchillustrationen
Hinweis: Die Buchtitel sind nach dem Erscheinungsjahr geordnet.
- Nicolai Gogol: Der Mantel, Stuttgart, Hatje 1947. – Von Jasper: Pappeinband mit Holzschnittvignette, Titelblatt in Holzschnitt, 1 Vignette auf Vortitel, 13 Holzschnitte im Text.
- Ursula Schröder: Pipsy. Abenteuer einer kleinen Maus, Münster in Westfalen, Der Quell 1947. – Bilder von Jasper.
- Gerhard Schmidt-Gerom: Hand in Hand ins Märchenland, Stuttgart, Röhm 1948. – Illustrationen von Jasper.
- Anton Tschechow: Nach dem Theater und andere Novellen, Gauting/München, Bavaria 1948. – Von Jasper: Broschur mit Originalholzschnitt, 7 Originalholzschnitte im Text.
- Kurt Kusenberg: Herr Crispin reitet aus und andere Erzählungen, Münster, Der Quell 1948. – Umschlaggrafik von Jasper.
- Marcel Schwob: Der Kinderkreuzzug. Eine Legende, Lindau, Thorbeke 1949. – Von Jasper: 8 Holzschnitte, davon 1 auf Originalumschlag.
- Johann Wolfgang von Goethe: Der Zauberlehrling, Stuttgart, Graphischer Klub 1949. – 1 Holzschnitt von Jasper.
- Eberhard Benz (Bearbeiter): Der Häseltrog. Sagen und Geschichten aus Schönbuch und Gäu, Böblingen, Böblinger Bote 1950. – Illustrationen von Jasper.
- Sophie von Ségur: Das Engelwirtshaus, Stuttgart : Schwabenverlag [1951]. – Illustrationen.
- Romain Gary: Kleider ohne Leute. Roman, Frankfurt am Main, Büchergilde Gutenberg 1952. – Ausstattung von Jasper.
- Artur Kern: bim bam beier. Ein Sprachbüchlein für das 2. und 3. Schuljahr, Freiburg im Breisgau 1952. – Illustration des Originaleinbands von Jasper.
- Walter Bauer: Mein blaues Oktavheft. Gedichte, Frankfurt am Main, Büchergilde Gutenberg 1953. – Ausstattung von Jasper.
- Archibald Joseph Cronin: Die Zitadelle. Roman, Frankfurt am Main, Büchergilde Gutenberg 1953. – Ausstattung von Jasper.
- Willi Fehse: Der blühende Lorbeer. Ein Dichterspiegel in Geschichten und Anekdoten, Ebenhausen, Wilhelm Langewiesche Brandt 1953. – Illustrationen von Jasper.
- Charles Nordhoff; James Hall: Strafkolonie Sydney. Roman, Frankfurt am Main, Büchergilde Gutenberg 1953. – Ausstattung von Jasper.
- Elmer Rice: Menschen am Broadway. Roman einer Weltstadt, Frankfurt am Main, Büchergilde Gutenberg 1953. – Ausstattung von Jasper.
- Hervey Allen: Antonio Adverso, Frankfurt am Main, Büchergilde Gutenberg 1954. – Ausstattung von Jasper.
- Archibald Joseph Cronin: Lucy Moore. Roman, Frankfurt am Main, Büchergilde Gutenberg 1954. – Ausstattung von Jasper.
- Hans Albitz (Mitarbeit); Ruth Albitz (Mitarbeit): werbeform. [eine auswahl bester gebrauchsgraphik], Band 1–3, Krefeld 1954, 1958, 1961. – Illustrationen von Jasper.
- Joachim Ringelnatz: Und auf einmal steht es neben dir. Gesammelte Gedichte, Frankfurt am Main, Büchergilde Gutenberg 1954. – Ausstattung von Jasper.
- Claude Ullin: Das Mädchen vom Libanon, Stuttgart, Schwabenverlag [1955]. – Illustrierter Schutzumschlag von Jasper.
- Hugh Lofting: Doktor Dolittle und seine Tiere, Frankfurt am Main, Büchergilde Gutenberg 1956. –Ausstattung, Textillustrationen.
- Margaret Mitchell: Vom Winde verweht, Frankfurt am Main, Büchergilde Gutenberg 1957. – Von Jasper: Ausstattung, Textzeichnungen.
- Kyra Stromberg: Der behauste Mensch, Herrenberg, Stuttgarter Gardinenfabrik GmbH. [1957]. – Gesamtgestaltung von Jasper.
- Lewis Carroll: Alice im Wunderland, Opladen, Middelhauve 1958. – Von Jasper: Buchdeckel- und Umschlagillustration, 31 Textabbildungen.
- Charles De Coster: Thyl Ulenspiegel, Oldenburg, Stalling 1958. – Von Jasper: Gesamtausstattung, Umschlagillustration, ca. 55 Zeichnungen.
- Wolfgang Borchert: Schischyphusch oder der Kellner meines Onkels, Stuttgart, Der Druckspiegel [ca. 1959]. – Von Jasper: Pappeinband-Illustration, Textillustrationen, Siebdruck auf Bütten.
- Heinrich Böll: Die schwarzen Schafe, Opladen, Middelhauve 1959. – Textzeichnungen von Jasper (1988: Insel-Bücherei 1078/1)
- Wolfgang Hammarstrand; Nils Gedda: Modernes Deutsch, Stockholm, Bergvall 1959. – Illustrationen von Jasper.
- Alan Milne: Pu der Bär. Geschichte für Kinder, Frankfurt am Main, Büchergilde Gutenberg 1960. – Zeichnungen von Jasper.
- Gustav Renker: Grosse Berge, kleine Hütten. Erlebtes und Geschautes, München, Bassermann 1960. – Textillustrationen von Jasper.
- Karl Hans Walter; Wiltrud Jasper: Arbeit am Buch. Ausstellung in der Stadtbibliothek Nürnberg/Egidienplatz 23. Typographie und Buchgraphik von Karl Hans Walter. Arbeiten von Studierenden der Abteilung angewandte Graphik der Akademie der bildenden Künste in Nürnberg. Illustration und Buchausstattung von Wiltraud Jasper, Nürnberg 1961, Ausstattung und Illustrationen von Jasper.
- Das chinesische Dekameron, Frankfurt am Main, Büchergilde Gutenberg 1963. – Von Jasper: Ausstattung, Leineneinband mit Holzschnitt, 11 Holzschnitte im Text.
- Werner Jetter: Gedenkbuch der Gedächtniskirche. [... in der Bauzeit der neuen Gedächtniskirche in Stuttgart 1954 - 1957 von Werner Jetter entworfen. Die Holzschnitte schuf Wiltraud Walter-Jaspers], Stuttgart, Staatliche Akademie der Bildenden Künste 1963. – Holzschnitte von Jasper.
- Wolfgang Hammarstrand; Julia Rüddel-Engquist: Mehr leichtes Deutsch, Stockholm, Bergvall 1964. – Illustrationen von Jasper.
- Sławomir Mrożek: Der Vorbeimarsch, Nürnberg 1968. – 1 Doppelblatt mit einer Illustration von Jasper.
- Heinrich Böll: Die schwarzen Schafe, Inselbuch 1978, Frankfurt am Main, Insel 1978. – Textzeichnungen von Jasper.

### Zeitschriftenillustrationen
- Der Sommergarten. Reihe B, Zeitschrift für die Oberstufe der Volksschulen. Eine Schrift fürs Elternhaus 27.1949, Nr. 9 (Mai), 28.1949, Nr. 1 (September). – Umschläge von Jasper.
- Prisma (München) 1.1947, Heft 8, Seite 11, Holzschnitt von Jasper zu dem Gedicht „Dämmergesicht“ von Horst Lange.
- Prisma (München) 1.1947, Heft 19/20, Seite 24, Holzschnitt von Jasper Das Phantom.

## Mitgliedschaften
- Verband Bildender Künstler Deutschlands (VBK)
- Bund der Deutschen Gebrauchsgraphiker (BDG)

## Auszeichnungen
- 1942: 3. Preis beim Wettbewerb der Deutschen Gesellschaft für Goldschmiedekunst e. V. zur Erlangung von Titelblättern für Schmucktelegramme der Deutschen Reichspost.[2]
- 1958: Wettbewerb „Der werbende Umschlag“, Auswahl der besten 50 Buchumschläge.[6]

## Werke in öffentlichen Sammlungen
- Staatsgalerie Stuttgart

### Leben und Werk
- In Baden-Württemberg. Kultur, Leben, Natur [7.]1960, August, Seite 18.
- Galerie Bauer: Exlibris. 10.000 Exlibris mit 1.540 Abbildungen. Gelegenheitsgraphik, Exlibrisliteratur, Druckstöcke, Hannover 1983, Exlibris Taubenträger: Seite 231, Eintrag im Künstlerverzeichnis: 499.
- Bücher voll guten Geistes. 30 Jahre Büchergilde Gutenberg, Frankfurt am Main 1954, Buchbeiträge: Seite 281, 356, 358, 359, 360, 362.
- Exlibriskunst und Gebrauchsgraphik. Jahrbuch, Deutsche Exlibris-Gesellschaft 1951, Abbildung Exlibris Doris Fischer: Seite 45, Text: Seite 50–51.
- Charlotte Fergg-Frowein: Kürschners Graphiker-Handbuch. Deutschland, Österreich, Schweiz. Graphiker, Illustratoren, Karikaturisten, Gebrauchsgraphiker, Typographen, Buchgestalter,  Band 2, Berlin 1967, Seite 136.
- Roger M. Gorenflo: Verzeichnis der bildenden Künstler von 1880 bis heute. Ein biographisch-bibliographisches Nachschlagewerk zur Kunst der Gegenwart, Band 2, Rüsselsheim/Main 1988, Seite 404.
- Hans A. Halbey: Der werbende Umschlag. Ergebnisse eines Wettbewerbs. In: Gebrauchsgraphik. Monatszeitschrift für visuelle Communication und künstlerische Werbung 30.1959, Heft 8, Seite 10–19
- Thomas Theodor Heine: Die Wahrheit ist oft unwahrscheinlich, Göttingen 2004, Kurzbio von Eberhard Hölscher: Seite 287–288 (Online in der Google-Buchsuche)
- Eberhard Hölscher: Wettbewerb der Deutschen Gesellschaft für Goldschmiedekunst e. V. zur Erlangung von Titelblättern für Schmucktelegramme der Deutschen Reichspost. In: Gebrauchsgraphik. Monatszeitschrift für visuelle Communication und künstlerische Werbung 19.1942, Heft 4, Seite 22–24.
- Eberhard Hölscher: Holzschnitte von Wiltraud Jasper, Lydia Sasulin. In: Gebrauchsgraphik. Monatszeitschrift für visuelle Communication und künstlerische Werbung 19.1942, Heft 10, Seite 25–30.
- Eberhard Hölscher: Wiltraud Jasper. In: Gebrauchsgraphik. Monatszeitschrift für visuelle Communication und künstlerische Werbung 23.1952, Heft 3, Seite 48–55.
- Eberhard Hölscher: Deutsche Illustratoren der Gegenwart, München 1959, Seite 90–95. – Nur Abbildungen.
- Eberhard Hölscher: Kalenderschau 1958/59. In: Gebrauchsgraphik. Monatszeitschrift für visuelle Communication und künstlerische Werbung 30.1959, Heft  7, Seite 16–25, Abbildungen von Kalenderblättern von Wiltraud Jasper: Seite 18, 22.
- Eberhard Hölscher: Glückwünsche aus aller Welt. In: Gebrauchsgraphik. Monatszeitschrift für visuelle Communication und künstlerische Werbung 30.1959, Heft 10, Seite 26–39, Wiltraud Jasper: Seite 31.
- Deutsches Kunstarchiv, Bestandsliste vom 14. März 2012, Seite 24, nur online: PDF.
- Georg Kurt Schauer: Kleine Geschichte des deutschen Buchumschlages im 20. Jahrhundert. Mit 113 Abbildungen von Buchumschlägen aus der Sammlung Curt Tillmann, Königstein im Taunus 1962.
- Walter Scheffler (Katalog): Buchumschläge 1900 - 1950 aus der Sammlung Curt Tillmann. Eine Ausstellung des Deutschen Literaturarchivs im Schiller-Nationalmuseum Marbach a. N. vom 8. Mai - 31. Oktober 1971. [Ausstellung und Katalog: Walter Scheffler ...], München 1971, Seite 190.
- Elke Schutt-Kehm: Exlibris-Katalog des Gutenberg-Museums, 1. Teil. Angaben zu 13487 Exlibris von über 2000 Künstlern, Wiesbaden 1985, Abbildung Exlibris Inge Vollmer: Seite 98, Exlibris-Liste: Seite 172.
- Elke Schutt-Kehm: Exlibris-Katalog des Gutenberg-Museums. 2. Teil. Angaben zu 35000 Exlibris von über 7000 Künstlern mit Verweisen auf den 1. Teil. A - K : (13478 - 30605), Wiesbaden 1998, Abbildung Exlibris Wilhelm Surholt: Seite 538, Exlibris-Liste: Seite 540.
- Elke Schutt-Kehm: Buchgenuss mit Herz und Kopf. Die lesende Frau als Exlibris-Motiv um 1900 bis 1945. In: Gabriela Signori: Die lesende Frau, Wiesbaden 2009, Seite 439–457, Exlibris Inge Vollmer: Seite 448, Exlibris Ute Jasper: 456, 466.
- Adolf Sennewald: Deutsche Buchillustratoren im ersten Drittel des 20. Jahrhunderts. Materialien für Bibliophile, Wiesbaden 1999, Seite 89–90.
- Jasper, Wiltraud. In: Hans Vollmer (Hrsg.): Allgemeines Lexikon der bildenden Künstler des XX. Jahrhunderts. Band 6, Nachträge H–Z. E. A. Seemann, Leipzig 1962, S. 99 (Textarchiv – Internet Archive – Leseprobe).
- Claus Wittal: Eignerverzeichnis zum Exlibris-Katalog des Gutenberg-Museums. Enthält die Eignerverzeichnisse von Teil 1 (A-Z), Teil 2 (A-K & L-Z) sowie der Kataloge: Galerie Bauer, Exlibris aus 6 Jahrhunderten (Katalog 23); Sylvia Wolf, Exlibris - 1000 Beispiele aus fünf Jahrhunderten; Schloß Burgk, Exlibris vom 18. Jh. bis zur Gegenwart, Wiesbaden 1985.
- Klaus Witte: Exlibris-Bibliographie europäischer Künstler, Band 2: H - Q, Frederikshavn 1996, Literaturangaben: Seite 71.

### Archive
- Deutsches Literaturarchiv Marbach – Bestand A:Tillmann, Buchumschlagsammlung von Curt Tillmann (1894–1981) mit 32 Buchumschlägen von Jasper ab 1949.
- Deutsches Literaturarchiv Marbach – Bestand A:Wegner, Brief von Wiltraud Jasper an Armin Theophil Wegner.
- Deutsches Kunstarchiv im Germanischen Nationalmuseum, Nürnberg. – Persönliche Dokumente; Mitgliedschaften, Auftragsarbeiten, Entwürfe, Belegexemplare; Korrespondenz aus den Jahren 1950–2004.